# Weiße Rose Stiftung
Die Weiße Rose Stiftung e. V. ist ein eingetragener gemeinnütziger Verein mit der satzungsgemäßen Aufgabe, an den Widerstand gegen den nationalsozialistischen Unrechtsstaat zu erinnern, die Protagonisten der Weißen Rose zu würdigen und in der heutigen Zeit Zivilcourage, individuelle Verantwortung und demokratisches Bewusstsein zu fördern.

## Bedeutung
Mit der DenkStätte Weiße Rose am Lichthof der LMU (Ludwig-Maximilians-Universität), mit Wanderausstellungen, historisch-pädagogischen Projekten und thematisch einschlägigen Veranstaltungen ist die Weiße Rose Stiftung e. V. ein bedeutsamer Akteur in der Erinnerungslandschaft.
Die Wanderausstellung „Die Weiße Rose. Der Widerstand von Studenten gegen Hitler“ wird deutschlandweit und international gezeigt. Sie steht in Deutsch, Englisch, Französisch, Italienisch, Spanisch, Polnisch, Russisch, Tschechisch, Lettisch und Litauisch für Präsentationen zur Verfügung.

## Gründung

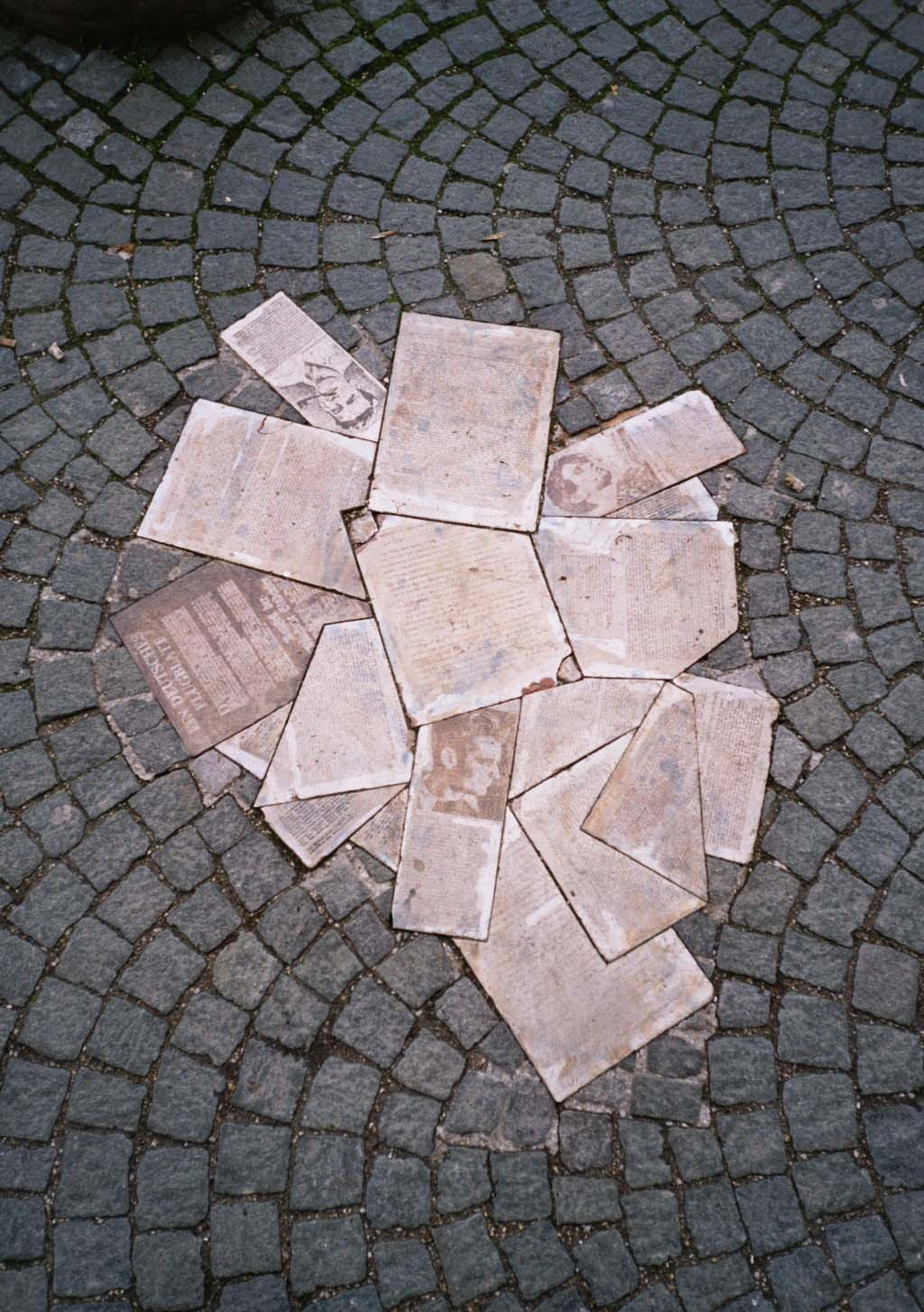
Mahnmal für die Weiße Rose, vor der Ludwig-Maximilians-Universität, München

In den USA wurde 1985 gegen den Besuch von US-Präsident Ronald Reagan und Bundeskanzler Helmut Kohl auf dem Soldatenfriedhof in Bitburg protestiert, auf dem auch 43 Mitglieder der SS begraben sind. Der jüdische Religionsphilosoph Michael Wyschogrod initiierte daraufhin einen demonstrativen Besuch einer amerikanischen Delegation des Jewish Congress an den Gräbern der Mitglieder der Weißen Rose in München, unterstützt von amerikanischen Bürgerrechtsaktivisten und der Landeshauptstadt München. Nachfolgend wurde 1987 die White Rose Foundation in Washington gegründet, um in den USA an den deutschen Widerstand im Nationalsozialismus zu erinnern.
Auf deutscher Seite wurde als deren Pendant die Weiße Rose Stiftung e. V. am 30. Juni 1987 von Inge Aicher-Scholl, Heinz Bollinger, Heiner Guter, Hildegard Hamm-Brücher, Annelise Knoop-Graf, Franz J. Müller und Marie-Luise Schultze-Jahn gegründet. Franz J. Müller war deren Vorsitzender bis 2004. Die Städte München, Hamburg, Ulm, Saarbrücken, Berlin, Freiburg, Stuttgart und später Gräfelfing unterstützen als „Städtegemeinschaft im Zeichen der Weißen Rose“ die Arbeit der Stiftung ideell und finanziell. Die Geschäftsstelle der Weiße Rose Stiftung e. V. befindet sich in der Ludwig-Maximilians-Universität (LMU) in München.

## Weiße-Rose-Gedächtnisvorlesung
Jedes Jahr erinnert die Weiße-Rose-Vorlesung an das Vermächtnis der Weißen Rose und aller Widerstandskämpfer im Nationalsozialismus. Folgende Persönlichkeiten aus Wissenschaft, Politik, Kunst und Kultur hielten bislang die Weiße-Rose-Vorlesung:
- 2021: Pfarrer Udo Hahn, Direktor der Evangelischen Akademie Tutzing[6]
- 2022: Katja Wildermuth, Intendantin des Bayerischen Rundfunks[7]
- 2023: Bundespräsident Frank-Walter Steinmeier[8]